# Robert Jean Julien Planquette
Robert Jean Julien Planquette (Parijs, 31 juli 1848 – aldaar, 28 januari 1903) was een Frans componist, pianist en zanger (tenor).

## Levensloop
Planquette groeide op in een kunstenaarsfamilie; zijn vader was beeldhouwer en zanger aan het Conservatoire National Supérieur de Musique te Parijs. Hoewel de inkomsten van de familie niet hoog waren, kon Robert aan het Parijse Conservatorium gaan studeren bij onder anderen Jules Laurent Duprato. Hij behaalde een 1e prijs in zang en een 2e prijs voor piano.
Aanvankelijk kon hij van zijn optredens als zanger en pianist niet leven. Hij bewerkte toen bekende operettes voor piano en verbeterde daarmee zijn inkomsten. Zijn eerste roem met eigen werk behaalde hij met de compositie van de mars Le Régiment de Sambre et Meuse (1867), met een patriottische tekst van Paul Cezano. Later, in 1879, is deze mars door Joseph François Rauski voor militaire kapel bewerkt.
Na de Frans-Duitse Oorlog 1870/1871 begon Planquette zelf kleine operettes (eenakters) te componeren, die ook in concert-cafés uitgevoerd werden. Aangespoord door het succes schreef hij uiteindelijk meer dan twintig werken in dit genre, ook langere, avondvullende. De bekendste zijn Les Cloches de Corneville (1877) en de opera-comique Rip van Winkle (Rip-Rip) (1882).
Afgezien van Les Cloches de Corneville worden de muziektheaterwerken van Robert Planquette nog zelden gespeeld. De meeste zijn zelfs niet bewaard gebleven, hoewel tijdgenoten deze werken als sierlijk, gracieus en vrolijk beschreven, alsook van goede kwaliteit.
Planquette is begraven in Parijs op Cimetière du Père-Lachaise, in zone 93.

## Composities

### Werken voor harmonieorkest
- 1867 Le Régiment de Sambre et Meuse voor militaire kapel in 1879 bewerkt door Joseph François Rauski.

### Muziektheater

#### Opera's
| Voltooid in | titel                                                             | aktes      | première | libretto                                                              |
| ----------- | ----------------------------------------------------------------- | ---------- | --- | --------------------------------------------------------------------- |
| 1880-1881   | Les Chevau-légers                                                 | 1 akte     | 15 februari 1881, Parijs, Eldorado                                                                                             | Louis Péricaud, Lucien Delormel                                       |
| 1882        | Rip van Winkle, (Rip-Rip) (of: A romance of Sleepy Hollow (=Rip)) | 3 aktes    | 14 oktober 1882, Londen, Comedy Theatre; Franse versie: 11 november 1884, Parijs, Théâtre des Folies-Dramatiques (r. de Bondy) | Henri Meilhac, Philippe Gille, Henry Brougham Farnie                  |
| 1883-1884   | Nell Gwynne Franse versie als: La Princesse Colombine             | 3 aktes    | 7 februari 1884, Londen, Avenue Theatre; Franse versie als: 7 december 1886, Parijs, Théâtre de Nouveautés                     | Henry Brougham Farnie; Franse versie: Marurice Ordonneau, Emile André |
| 1887        | Surcouf                                                           | drie aktes | 6 oktober 1887, Parijs, Théâtre des Folies-Dramatiques (r. de Bondy)                                                           | Henri Chivot, Alfred Duru                                             |
| 1892        | La Cocarde tricolore                                              | drie aktes | 12 februari 1892, Parijs, Théâtre des Folies-Dramatiques                                                                       | Maurice Ordonneau, Cogniard frères                                    |
| 1895        | Panurge                                                           | drie aktes | 22 november 1895, Parijs, Théâtre de la Gaîté                                                                                  | Henri Meilhac, Albert de Saint-Albin                                  |

#### Operette
| Voltooid in | titel                                                                  | aktes                   | première                                                                                       | libretto                                                              |
| ----------- | ---------------------------------------------------------------------- | ----------------------- | ---------------------------------------------------------------------------------------------- | --------------------------------------------------------------------- |
| 1872        | Méfie-toi de Pharaon                                                   | 1 akte                  | 12 oktober 1872, Parijs, Eldorado                                                              | Gaston Villemer, Lucien Delormel                                      |
| 1873-1874   | Paille d'avoine                                                        | 1 akte                  | 12 maart 1874, Parijs, Théâtre des Délassements-Comiques (Nouveautés)                          | Alphonse Lemonnier, Jaime-Rozale                                      |
| 1874        | Le Serment de madame Grégoire                                          |                         | 10 december 1874, Parijs, Eldorado                                                             | Louis Péricaud, Lucien Delormel                                       |
| 1874        | Le Péage                                                               | 1 akte                  | 1874 (of: 1879) Parijs, Théâtre des Délassements-Comiques (Boulevard du Temple) (of: Eldorado) |                                                                       |
| 1875        | Le Zénith                                                              |                         | 24 april 1875, Parijs, Eldorado                                                                | Adolphe Perreau                                                       |
| 1875        | La Clé du sérail                                                       |                         | 1 augustus 1875, Parijs, Alcazar d'Elite                                                       | Eugène Mathieu, J. Fuchs                                              |
| 1875        | Le Valet de coeur                                                      | 1 bedrijf               | 1 augustus 1875, Parijs, Eldorado                                                              |                                                                       |
| 1876        | La Confession de Rosette                                               |                         | 1876, Parijs, Théâtre de société                                                               |                                                                       |
| 1876        | On demande une femme de chambre                                        | 1 akte                  | 1876, Parijs, Théâtre de société                                                               | Pierre Véron                                                          |
| 1877        | Les Cloches de Corneville                                              | vier aktes              | 19 april 1877, Parijs, Théâtre des Folies-Dramatiques (r. de Bondy)                            | Louis François Clairville, Charles Gabet                              |
| 1879        | Le Chevalier Gaston                                                    | 1 bedrijf               | 8 februari 1879, Monte Carlo                                                                   | Pierre Véron                                                          |
| 1879        | Les Voltigeurs de la 32ème                                             | drie aktes              | 7 januari 1880, Parijs, Renaissance; Engelse versie als The Old guard: 26 oktober 1887, Londen | Edmond Gondinet, Georges Duval; Engelse versie: Henry Brougham Farnie |
| 1880        | La Cantinière                                                          | drie aktes              | 26 oktober 1880, Parijs, Théâtre de Nouveautés                                                 | Paul Burani, Félix Ribeyre                                            |
| 1880        | Le Fiancé de Margot                                                    | 1 akte                  | 1880, Parijs, privé uitvoering                                                                 | Alexandre Bisson                                                      |
| 1885        | La Crémaillere                                                         | drie aktes              | 28 november 1885, Parijs, Théâtre de Nouveautés                                                | Albert Brasseur, Paul Burani                                          |
| 1887        | Le Captain Thérése                                                     | drie aktes              | 25 augustus 1890, Londen, Prince of Wales Theatre                                              | Alexandre Bisson, Francis Cowley Burnand                              |
| 1892        | Le Talisman                                                            | drie aktes, vijf scènes | 20 januari 1893, Parijs, Théâtre de la Gaîté                                                   | Adolphe d'Ennery, Paul Burani                                         |
| 1895        | Les Vingt-huit jours de Champignolette, of: Les étoiles de Paris       |                         | 1895, Parijs, Théâtre de la République (Alhambra)                                              | Paul Burani                                                           |
| 1896        | La Leçon de danse                                                      | 1 akte                  | 9 april 1896, Parijs, Théâtre de la Gaîté (r. D.Papin)                                         | Mariquita                                                             |
| 1897        | Mam'zelle Quat'sous                                                    | vier aktes              | 19 april 1897, Parijs, Théâtre de la Gaîté (r. D.Papin)                                        | Antony Mars, Marucie Desvallières                                     |
| 1906        | Le Paradis de Mahomet; postuum georkestreerd door: Gustave Louis Ganne | 1 akte                  | 15 mei 1906, Parijs, Variétés                                                                  | Henri Blondeau, Hector Monréal                                        |

#### Revue
- 1878 Babel revue , 4 aktes, première: 10 januari 1879, Parijs, Athénée (Comique); libretto: Paul Burani, Edouard Philippe